# Oyster Bay (llogaret)
|  | Aquest és el llogaret no incorporat, pel poble que engloba el llogaret vegeu Oyster Bay (poble), per la desambiguació per altres llocs vegeu Oyster Bay. |

Oyster Bay és una població dels Estats Units a l'estat de Nova York. Segons el cens del 2000 tenia 6.826 habitants.

## Demografia
Segons el cens del 2000, Oyster Bay tenia 6.826 habitants, 2.815 habitatges, i 1.731 famílies. La densitat de població era de 2.142,7 habitants per km².
Dels 2.815 habitatges en un 26% hi vivien nens de menys de 18 anys, en un 48,3% hi vivien parelles casades, en un 9,7% dones solteres, i en un 38,5% no eren unitats familiars. En el 33,1% dels habitatges hi vivien persones soles el 13,4% de les quals corresponia a persones de 65 anys o més que vivien soles. El nombre mitjà de persones vivint en cada habitatge era de 2,39 i el nombre mitjà de persones que vivien en cada família era de 3,06.
Per edats la població es repartia de la següent manera: un 20,7% tenia menys de 18 anys, un 6,4% entre 18 i 24, un 32,3% entre 25 i 44, un 23,8% de 45 a 60 i un 16,8% 65 anys o més.
L'edat mediana era de 40 anys. Per cada 100 dones de 18 o més anys hi havia 89,3 homes.
La renda mediana per habitatge era de 57.993 $ i la renda mediana per família de 73.500 $. Els homes tenien una renda mediana de 51.968 $ mentre que les dones 41.926 $. La renda per capita de la població era de 34.730 $. Entorn del 3,3% de les famílies i el 7,8% de la població estaven per davall del llindar de pobresa.